# The Gold
The Gold är en brittisk kriminal- och dramaserie från 2023 som hade premiär den 12 februari 2023 på BBC. Första säsongen består av sex avsnitt. Serien är skapad av Neil Forsyth som även skrivit seriens manus. Serien blev i november 2023 förnyad med en andra säsong.

## Handling
Serien utspelar sig i Storbritannien och är inspirerad av den sanna historien om ett av Storbritanniens största guldrån genom tiderna. Det mot Brink's-Mats säkerhetsdepå.

## Rollista i urval
- Hugh Bonneville - Brian Boyce
- Dominic Cooper - Edwyn Cooper
- Charlotte Spencer - Nicki Jennings
- Jack Lowden - Kenneth Noye
- Tom Cullen - John Palmer
- Emun Elliott - Tony Brightwell
- Sean Harris - Gordon Parry
- Ellora Torchia - Sienna Rose
- Stefanie Martini - Marnie Palmer
- Daniel Ings - Archie Osbourne
- James Nelson-Joyce - Brian Reader
- Sophia La Porta - Kathleen Meacock
- Dorothy Atkinson - Jeannie Savage
- Ruth Bradley - Isabelle Cooper
- Peter Davison -  Gordan Stewart